# Ягельский, Кассиан Иосифович

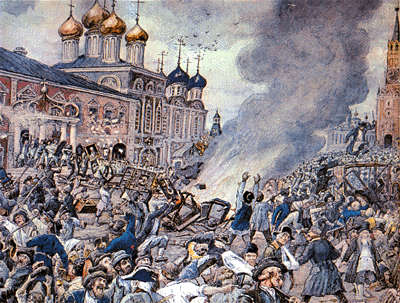
Чумной бунт в Москве на акварели Эрнеста Лисснера

Кассиан (Касьян) Иосифович Ягельский (1736, Киев — 21 декабря 1774  [1 января 1775] или 21 ноября [2 декабря] 1774, Москва) — медик, доктор медицины, профессор, один из основателей эпидемиологии в Pocсийской империи. Писатель.

## Биография
Украинец по происхождению. Родился в Киеве. Обучался в Киево-Могилянской академии (ныне Национальный университет «Киево-Могилянская академия»). В 1756 году поступил в Санкт-Петербургскую генеральную адмиралтейскую госпитальную школу.
14 мая 1758 получил звание подлекаря (младшего лекаря), в 1761 после сдачи необходимых экзаменов — звание врача и назначение в Валдайский военный лазарет. В том же году в числе первых 8-ми наиболее способных воспитанников российских госпитальных школ (в прошлом, также студентов Киево-Могилянской академии) отправлен был Санкт-Петербургской медицинской коллегией на казённый счёт за границу, в Лейденский университет, где в 1765 защитил докторскую диссертацию на тему «De passione hysterica» («Об истерической страсти»).
Два года работал за рубежом в Германии и Франции. После сдачи экзаменов на право медицинской практики в Санкт-Петербургской медицинской коллегии в 1767 году был назначен профессором физиологии, патологии и «материи медики и практики» (materiam medicam et practicam) Санкт-Петербургской сухопутной госпитальной школы, где читал лекции на русском и латинском языках, но в том же году переведён на аналогичную должность в Московскую госпитальную школу.
Во время эпидемии чумы в Москве (1770—1772) — последней крупной вспышкой этой болезни в истории Европы. К. Ягельский — один из ближайших сподвижников Д. Самойловича и активный член правительственной «Комиссии для врачевания и предохранения от моровой язвы» в составе И. Ф. Эразмуса, Шкиадана, Кульмана, Мертенса, Фон-Ата, Венемианова, С. Г. Зыбелина, созванном для определения болезни и единогласно решившем, что болезнь эта была моровая язва.
10 марта 1771 г. он доносил главнокомандующему в Москве, графу И. П. Салтыкову, о развитии болезни в его районе, в Большом Суконном дворе на Болоте, близ Каменного моста, на берегу реки Москвы.
Составил «Наставление в предохранительных средствах от моровой язвы» (напечатанное в Москве в 1771), для населения Москвы написал «Уведомление, каким образом вообще яд язвенный в домах и вещах зараженных и сумнительных истреблять» (1771).
Изобрел окуривательный порошок для дезинфекции вещей, принадлежавших заражённым. Был одним из самых способных врачей своего времени.
Занимает видное место в ряду основателей эпидемиологии в Российской империи.
Умер в Москве от чахотки.